# Bochumer Künstlerbund
Der Bochumer Künstlerbund, kurz BKB, ist ein Dachverband für Kunstschaffende mit Sitz in Bochum. Er entstand, nachdem das Kulturamt der Stadt Bochum im Sommer 1946 zu einer Ausstellung im Lichthof des Deutschen Bergbaumuseums eingeladen hatte. Die Geschäftsstelle befindet sich heute im Kulturbüro der Stadtverwaltung.
Der Künstlerbund gibt alljährlich einen Kalender heraus. Der Kalender für 2015 war die Nummer 62 in ununterbrochener Reihenfolge.